# Greyhound (filme)
Greyhound (bra: Greyhound: Na Mira do Inimigo; prt: Missão Greyhound) é um filme de guerra americano de 2020 dirigido por Aaron Schneider e estrelado por Tom Hanks, que também escreveu o roteiro. O filme é baseado no romance de 1955, The Good Shepherd, de CS Forester, e também é estrelado por Stephen Graham, Rob Morgan e Elisabeth Shue. A trama segue um comandante da Marinha dos EUA em sua primeira missão no comando de um grupo de escolta multinacional que defende um comboio de navios mercantes sob ataque de submarinos no início de 1942 durante a Batalha do Atlântico, apenas alguns meses após a entrada oficial dos EUA na Segunda Guerra Mundial.

## Sinopse
Durante a Segunda Guerra Mundial, os alemães utilizam submarinos no Atlântico para interromper comboios de suprimentos entre a América do Norte e a Grã-Bretanha. O comandante Ernest Krause lidera o destróier USS Keeling, apelidado de Greyhound, junto com navios britânicos e canadenses, para escoltar um comboio de 37 navios aliados rumo a Liverpool.
Ao detectar um U-boat, o Greyhound o destrói, mas logo descobre que outros submarinos se aproximam. Após um ataque noturno bem-sucedido dos U-boats, o Greyhound enfrenta vários desafios para proteger o comboio. No final, com a ajuda de aeronaves aliadas, os últimos U-boats são destruídos, e o Greyhound chega a Liverpool, onde é recebido como herói.
Resumo dos Eventos
- Detecção e Destruição Inicial: O Greyhound identifica e destrói um U-boat, mas outros são alertados.
- Ataque Noturno: Os U-boats atacam o comboio, afetando vários navios.
- Combates Subsequentes: O Greyhound e seus companheiros enfrentam ataques coordenados, sofrendo danos e afundando mais U-boats.
- Resgate e Vitória: Com a ajuda aérea, os últimos U-boats são destruídos, e o comboio chega a Liverpool.

Consequências
O comandante Krause e sua tripulação são elogiados por suas ações heroicas, e o Greyhound é enviado para reparos em Londonderry.

## Elenco
- Tom Hanks como Comandante Ernest Krause, comandante oficial do USS Keeling
- Stephen Graham como Charlie Cole, oficial executivo de Krause
- Rob Morgan como George Cleveland, o chefe de cozinha
- Elisabeth Shue como Evelyn, interesse amoroso de Ernest
- Manuel Garcia-Rulfo como Lopez
- Karl Glusman como Eppstein
- Tom Brittney como Tenente Watson
- Joseph Poliquin como Forbrick
- Devin Druid como Wallace
- Maximillion Osinski como Eagle
- Grayson Russell como Sinaleiro #1
- Dave Davis como Amigo #1 de Boatswain
- Michael Benz como Tenente Carling
- Travis Przybylski como LTJG Dawson
- Josh Wiggins como Locutor #1
- Chet Hanks como Bushnell
- Ian James Corlett como Dickie
- Thomas Kretschmann como Grey Wolf

## Produção
Foi anunciado em setembro de 2016 que Tom Hanks estava escrevendo um roteiro sobre um destróier da Marinha da Segunda Guerra Mundial. Hanks também estrelaria o filme. Em fevereiro de 2017, Aaron Schneider foi contratado e a Sony Pictures adquiriu os direitos de distribuição.

## Lançamento
Inicialmente, Greyhound estava programado para ser lançado nos Estados Unidos pela Sony Pictures em 22 de março de 2019, antes de ser adiado para 8 de maio de 2020 e finalmente 12 de junho de 2020.
Como muitos outros filmes, foi adiado devido à pandemia do COVID-19 nos Estados Unidos. Em maio de 2020, foi anunciado que a Apple TV + havia adquirido direitos de distribuição do filme por cerca de US $ 70 milhões. Foi lançado digitalmente em 10 de julho de 2020.

## Recepção
Na revisão agregador site Rotten Tomatoes, o filme mantém um índice de aprovação de 80% com base em 133 avaliações, com uma classificação média de 6,42 / 10. O consenso dos críticos do site diz: " ' personagens de Greyhound não são tão robustos quanto suas seqüências de ação, mas este thriller acelerado da Segunda Guerra Mundial se beneficia de sua abordagem com eficiência econômica". No Metacritic, o filme tem uma pontuação média ponderada de 62 em 100, com base em 33 críticos, indicando "críticas geralmente favoráveis".
David Ehrlich, da IndieWire, deu ao filme um "C-" e escreveu: "Um filme pai concisa e simplificado, mais curto que uma soneca de domingo à tarde e tão emocionante quanto o Greyhound aparece na tela como um estudo de caráter matizado que foi sepultado em 2000 (...) O filme oferece um punhado de breves dicas sobre o herói torturado que Forester inventou para o seu livro... mas a coisa toda está preocupada demais em permanecer à tona para mostrar o cara no comando de maneira significativa. "